# Matt Murray (Eishockeyspieler, 1994)
Matthew „Matt“ Murray (* 25. Mai 1994 in Thunder Bay, Ontario) ist ein kanadischer Eishockeytorwart, der seit Juli 2022 bei den Toronto Maple Leafs in der National Hockey League unter Vertrag steht. Zuvor verbrachte er sechs Jahre in der Organisation der Pittsburgh Penguins und gewann mit dem Team als Rookie in den Playoffs 2016 und 2017 den Stanley Cup. Zudem spielte er zwei Jahre für die Ottawa Senators.

## Karriere

### Jugend

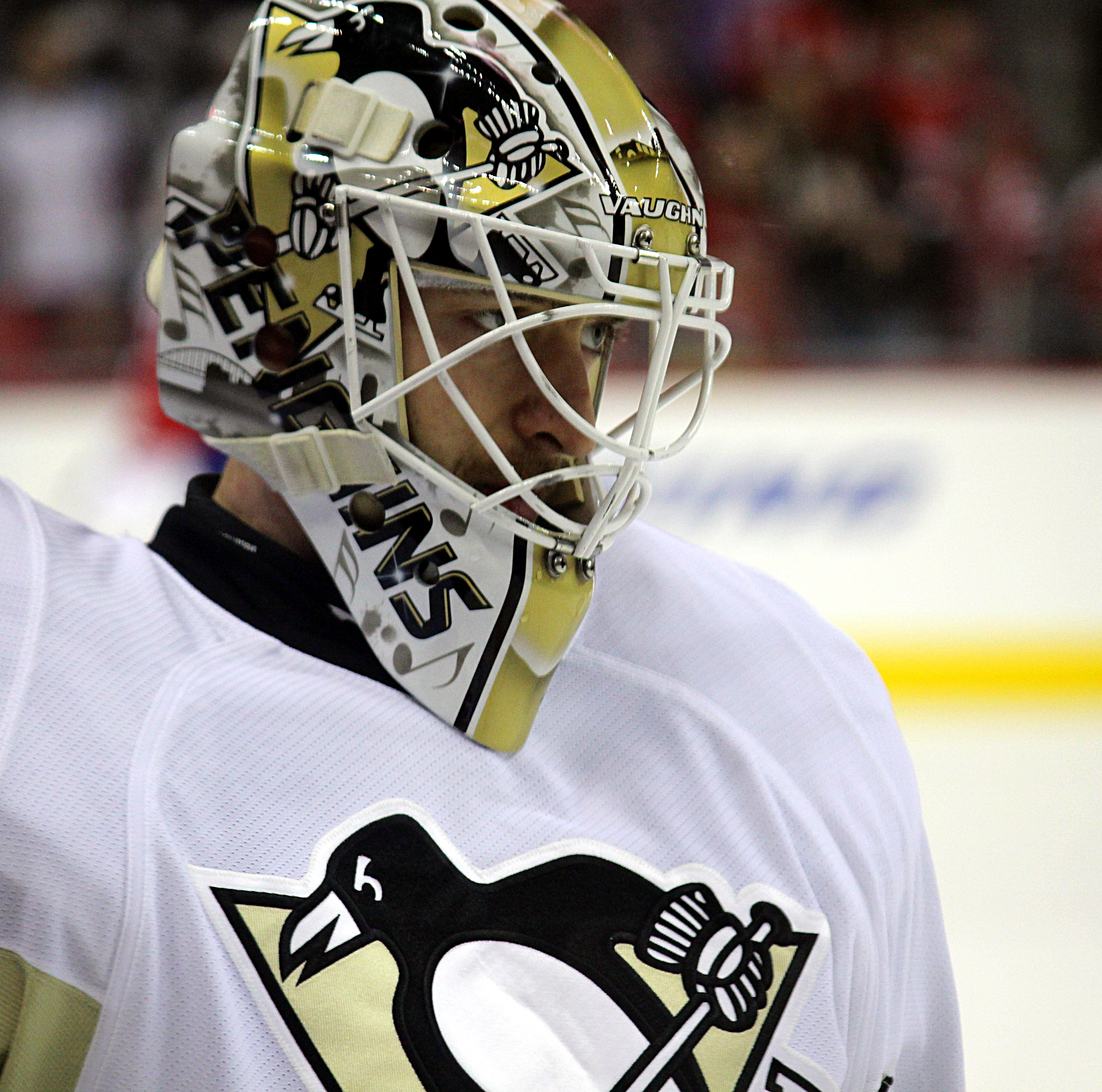
Murray in einem Spiel für die Pittsburgh Penguins

Matt Murray spielte zunächst Eishockey in seiner Heimatstadt Thunder Bay. Von 2007 bis 2010 gehörte er zum Team der Thunder Bay Kings. Bei der OHL Priority Selection 2010 wurde er in der zweiten Runde an 35. Stelle von den Sault Ste. Marie Greyhounds ausgewählt, für die er ab der Saison 2010/11 spielte. In seinen ersten beiden Jahren in der Ontario Hockey League teilte sich Murray die Einsatzzeiten mit den anderen Torhüter des Teams und verpasste jeweils die Qualifikation für die Playoffs. Beim NHL Entry Draft 2012 wählten ihn die Pittsburgh Penguins in der dritten Runde an 83. Stelle aus. Murray blieb aber noch zwei weitere Jahre in der OHL und etablierte sich bei den Greyhounds als Stammtorwart. Er führte sein Team jeweils in die Playoffs, in denen man im Conference-Viertelfinale und Conference-Halbfinale ausschied. Nach Abschluss seiner letzten Spielzeit in der OHL gab Murray zum Ende der Saison 2013/14 sein Profidebüt in der American Hockey League für die Wilkes-Barre/Scranton Penguins und absolvierte zwei Spiele.

### NHL
Zur Saison 2014/15 trat Murrays Entry Level Contract in Kraft, den er bereits im September 2013 unterschrieben hatte. Bei den Wilkes-Barre/Scranton Penguins bildete er mit Jeff Zatkoff das Torhüter-Duo. Am 8. März 2015 stellte Murray einen neuen AHL-Rekord auf, als er für 304 Minuten und elf Sekunden ohne Gegentor blieb. Die vorherige Bestmarke betrug 268 Minuten und 17 Sekunden, aufgestellt von Barry Brust im November 2012. Am 22. März 2015 erreichte Murray einen weiteren Rekord. Sein zehnter Shutout der Saison war ein neuer Bestwert für Rookies. Er beendete die Saison mit zwölf Shutouts, sowie der besten Fangquote und dem besten Gegentorschnitt aller Torhüter der AHL-Saison. Aufgrund seiner herausragenden Leistungen wurde Murray in das AHL All-Rookie Team und AHL First All-Star Team gewählt. Außerdem erhielt er den Dudley „Red“ Garrett Memorial Award als bester Rookie, den Aldege „Baz“ Bastien Memorial Award als bester Torwart, sowie den Harry „Hap“ Holmes Memorial Award für den besten Gegentorschnitt gemeinsam mit Jeff Zatkoff. In der Saison 2015/16 teilte sich Murray die Einsatzzeiten in der AHL mit Tristan Jarry, einem weiteren Draftpick der Penguins. Auch in seinem zweiten Jahr zeigte er gute Leistungen und wurde am 15. Dezember 2015 zum ersten Mal in den NHL-Kader der Pittsburgh Penguins berufen. Vier Tage später gab Murray sein Debüt in der National Hockey League gegen die Carolina Hurricanes. Nachdem Stammtorwart Marc-André Fleury zum Ende der regulären Saison mit einer Gehirnerschütterung ausgefallen war, übernahm Murray dessen Rolle und absolvierte neun Spiele in Folge. Die ersten beiden Spiele der Stanley-Cup-Playoffs 2016 konnte er aufgrund einer Verletzung nicht spielen und wurde von Jeff Zatkoff ersetzt. Anschließend setzten die Penguins wieder auf Murray, der als erst sechster Rookie-Torwart in den letzten 30 Jahren sein Team ins Finale führte. Nach sechs Spielen konnte er mit den Penguins den Stanley Cup gewinnen.
In der folgenden Saison 2016/17 teilte sich Murray die Einsatzzeit mit Fleury und gewann am Ende der Spielzeit seinen zweiten Stanley Cup, wobei er alle Torhüter der Playoffs in Shutouts, Gegentorschnitt und Fangquote anführte. Durch seine wenigen Einsätze im Vorjahr galt er dabei weiterhin als Rookie und wurde somit zum ersten Rookie-Torwart überhaupt, der zwei Stanley Cups erringen konnte. Zudem wurde er ins NHL All-Rookie Team 2017 gewählt. In den folgenden Jahren gelang es Murray jedoch nicht, an diese Leistungen anzuknüpfen, sodass sich die Penguins zum Ende der Saison 2019/20 für Tristan Jarry als Stammtorhüter entschieden. Murray wurde in der Folge im Oktober 2020 im Rahmen des NHL Entry Draft 2020 an die Ottawa Senators abgegeben, die im Gegenzug Jonathan Gruden sowie ein Zweitrunden-Wahlrecht für diesen Draft nach Pittsburgh schickten. In Ottawa unterzeichnete Murray wenige Tage später einen neuen Vierjahresvertrag, der ihm ein durchschnittliches Jahresgehalt von 6,25 Millionen US-Dollar einbringen soll.
Diesen erfüllte er jedoch nicht in der kanadischen Hauptstadt, da er stattdessen bereits im Juli 2022 an die Toronto Maple Leafs abgegeben wurde, aufgrund seines hohen Gehaltes sogar ohne weitere Gegenleistung (future considerations). Dort zog er sich im April 2023 eine Kopfverletzung zu, aufgrund derer er die gesamte Spielzeit 2023/24 ausfallen wird, wie die Maple Leafs im Juli 2023 bekanntgaben. Letztlich bestritt er drei Partien für die Toronto Marlies in der AHL.

### International
Für sein Heimatland nahm Murray an der U18-Junioren-Weltmeisterschaft 2012 in Tschechien teil. Im Turnier absolvierte er alle sieben Spiele und konnte mit seiner Mannschaft die Bronzemedaille gewinnen. Am 2. März 2016 wurde er für den World Cup of Hockey 2016 in das Team Nordamerika berufen.
Sein internationales Debüt im Trikot der A-Nationalmannschaft feierte Murray bei der Weltmeisterschaft 2019 in der Slowakei, wo er mit der Mannschaft die Silbermedaille gewann.

## Erfolge und Auszeichnungen
| - 2012 Teilnahme am CHL Top Prospects Game - 2014 OHL Second All-Star Team - 2015 AHL All-Rookie Team - 2015 AHL First All-Star Team - 2015 Dudley „Red“ Garrett Memorial Award - 2015 Aldege „Baz“ Bastien Memorial Award | - 2015 Harry „Hap“ Holmes Memorial Award (gemeinsam mit Jeff Zatkoff) - 2016 Teilnahme am AHL All-Star Classic - 2016 AHL Second All-Star Team - 2016 Stanley-Cup-Gewinn mit den Pittsburgh Penguins - 2017 Stanley-Cup-Gewinn mit den Pittsburgh Penguins - 2017 NHL All-Rookie Team |

### International
- 2012 Bronzemedaille bei der U18-Junioren-Weltmeisterschaft
- 2019 Silbermedaille bei der Weltmeisterschaft

## Karrierestatistik
Stand: Ende der Saison 2024/25

### International
| Vertrat Kanada bei: - U18-Junioren-Weltmeisterschaft 2012 - Weltmeisterschaft 2019 | Vertrat Team Nordamerika bei: - World Cup of Hockey 2016 |

(Legende zur Torhüterstatistik: GP oder Sp = Spiele insgesamt; W oder S = Siege; L oder N = Niederlagen; T oder U oder OT = Unentschieden oder Overtime- bzw. Shootout-Niederlage; Min. = Minuten; SOG oder SaT = Schüsse aufs Tor; GA oder GT = Gegentore; SO = Shutouts; GAA oder GTS = Gegentorschnitt; Sv% oder SVS% = Fangquote; EN = Empty Net Goal; 1 Play-downs/Relegation; Kursiv: Statistik nicht vollständig)